# Švagan
Švagan je priimek več znanih Slovencev:
- Majda Švagan (*1945), operna pevka
- Mihael Švagan, glasbenik pozavnist
- Milan Švagan, glasbenik fagotist
- Matjaž Švagan (*1963), politik